# Nicolás Dávila
Nicolás Dávila (Nonogasta, 6 de enero de 1786 - Nonogasta, 20 de mayo de 1876) fue un militar argentino que participó en la guerra de independencia y en las guerras civiles de su país.

## Biografía
Era el segundo hijo de Francisco Javier Brizuela y Doria (apellido reservado a los primogénitos de la familia) y María Rosa del Moral. Su hermano mayor, Ramón, heredó el apellido familiar; sus otros hermanos fueron Manuela Antonia, Ana María y Miguel Gregorio. Estudió en su ciudad natal y en Córdoba.
En 1812 colaboró con su padre en la fabricación de varios de los primeros cañones que fueron a engrosar la artillería del Ejército del Norte. Al año siguiente fue alcalde de primer voto de su ciudad, teniendo serios encontronazos con el teniente gobernador. En 1814 hizo elegir teniente gobernador a su padre, y después de la crisis de la revolución de las familias opositoras Ocampo y Villafañe, dirigió la elección de su hermano mayor Ramón Brizuela y Doria. Fue nombrado comandante militar del departamento de Famatina, sede del poder feudal de su familia.
A principios de 1816 preparó dos escuadrones de milicias riojanas para formar parte de la campaña de José de San Martín a Chile. Al mando de esas fuerzas fue puesto el teniente coronel Francisco Zelada, quedando Dávila como segundo jefe. Partieron hacia la cordillera a mediados de enero de 1817, simultáneamente con el avance de las columnas bajo el mando directo de San Martín. Desde Guandacol cruzaron las altas cumbres y bajaron directamente sobre Copiapó, ciudad que fue ocupada sin lucha. La guarnición escapó hacia el sur, aunque más tarde sus jefes fueron arrestados.
Regresó a La Rioja hacia 1818, permaneciendo como jefe de la guarnición de Famatina. Como consecuencia de la revolución que determinó la autonomía de la provincia de La Rioja y el acceso al poder del general Francisco Ortiz de Ocampo fue deportado a Catamarca, por suponérselo opuesto al nuevo gobierno. El gobierno de Ocampo fue desastroso.
A mediados de 1821, La Rioja fue invadida por la división de Francisco Solano del Corro, quien se había rebelado y separado del Ejército de los Andes, logrando derrotar al gobernador. La situación fue salvada por el comandante de Los Llanos, Facundo Quiroga, que llamó a Dávila para reemplazar a Ocampo como gobernador.
El gobierno de Dávila fue hostigado por las fuerzas federales de La Rioja y Catamarca, pero la prematura prisión de Ocampo le permitió ser relativamente ordenado y estable, manteniéndose la paz interna. Bajo el influjo de Quiroga centró todos sus esfuerzos en la explotación de las minas de plata de Famatina, con las que pensaba reemplazar la moneda acuñada en el Alto Perú como moneda de circulación obligatoria en todo el país. También promovió el cultivo del olivo en los departamentos del norte de la provincia.
Dos años después de iniciado su gobierno, tuvo un conflicto con la legislatura, a la que forzó a que lo mantuviera en el cargo. Quiroga defendió la posición de la legislatura, pero en ese momento se trasladó a la provincia de San Juan por negocios familiares, circunstancia que aprovechó Dávila para intentar sobornar a los oficiales de Quiroga. Fracasado ese intento, declaró trasladada la capital de la provincia a Famatina, sede del poder de su familia. Pero la legislatura se negó a seguirlo hasta allí y lo declaró depuesto. Dávila ordenó la disolución de la legislatura y nombró comandante de armas de la provincia a su hermano Miguel Gregorio Dávila, ascendiéndolo al grado de general. Tras la rechazar la mediación del coronel Manuel Corvalán, éste atacó la capital. Allí lo esperaba Facundo Quiroga, que lo derrotó en la batalla de El Puesto, del 28 de marzo de 1823. Miguel Dávila murió en el combate, y se llegó a afirmar que cayó en duelo singular con el mismo Quiroga.
Nicolás Dávila huyó a Catamarca, donde apoyó las conspiraciones de los líderes unitarios Miguel Díaz de la Peña y Manuel Antonio Gutiérrez, que llevaron a la guerra civil entre Quiroga y el general tucumano Gregorio Aráoz de Lamadrid. Vivió algún tiempo en Chile y regresó a su provincia en 1830, con las fuerzas con que el general Lamadrid invadió La Rioja después de la derrota de Quiroga en la batalla de Oncativo. La provincia fue recuperada por los federales a principios de 1831, y nuevamente huyó a Chile.
Vivió muchos años en Bolivia, regresando a La Rioja hacia 1852, bajo la protección del gobernador Manuel Vicente Bustos. Su sucesor, Francisco Solano Gómez, lo nombró su ministro general, cargo en que secundó al gobernador en varias iniciativas, especialmente en la creación de escuelas, pero fracasó en resolver los continuos conflictos políticos que azotaban la provincia, que llevaron a una intervención federal en la persona de Nicanor Molinas, que resolvió llamar a nuevas elecciones, de las que surgió la elección de Manuel Vicente Bustos.
Cuando estalló la guerra civil que tuvo como protagonista al Chacho Peñaloza, logró quedar a un lado dedicado al cultivo de la vid. No volvió a actuar en política, y falleció en su pueblo natal el 20 de mayo de 1876.